# Return to Zero
「Return to Zero」（リターン・トゥ・ゼロ）は、Fear, and Loathing in Las Vegasの楽曲。彼らの5thフルアルバム「New Sunrise」のリードトラックとして収録され、アルバム発売に先駆けてiTunes Storeとレコチョクにて2017年10月2日にワーナーミュージック・ジャパンより配信された。

## 概要
前作「SHINE」より約4か月ぶりとなる作品。
当時メンバーのSxunは本作について「曲の中身は最初からラストまで勢いよく走り抜けるイメージで。タイトルはこのアルバムの1曲目でもあるので、そこも踏まえてこのタイトルになりました。ハイテンションなバキバキのトランス・サウンドと、リズミカルなシャウトと、Soの声の爽快さが聴きどころかなと思います」と語っている。
先行配信に先駆けて7月12日にMVが公開されたが、TV放映自粛・拒否が相次いだ。MV内にSoとMinamiがパラパラを踊るシーンがあるが、これはマネージャーの提案であり、Sxun曰く「簡単そうに見えてパラパラって奥が深いというかめちゃ難しそうで、ラフそうに見せつつキレも出すっていうのと、動きを揃えるのが全然いい感じにならなくて。スタジオでSoとMinamiでずっと映像撮りながら個人練していました」とのこと。踊ったSoは「Minamiとふたりでたくさん練習して、ああいうダンスでキレを出す難しさを知りました。無表情の練習もしたり、毎日変なところが筋肉痛になったりして（笑）。でも楽しんでやっています」と語っている。
またTaikiのインパクトもMVの見どころであるとのこと。なお本作よりTaikiはスクリームパートも務めるようになった。

## 収録曲
| #         | タイトル           | 作詞 | 作曲・編曲 | 時間 |
| --------- | ------------------ | ---- | ---------- | ---- |
| 1.        | 「Return to Zero」 |      |            | 3:43 |
| 合計時間: | 合計時間:          | 3:43 |            |      |

## 収録アルバム
Return to Zero
- 『New Sunrise』

## 演奏
- So : Vocal
- Minami : Vocal, Keyboard
- Sxun : Guitar, Vocal, Chorus
- Taiki : Guitar, Vocal, Chorus
- Tomonori : Drums
- Kei : Bass Guitar